# S-10 (ROV)
L'S-10 è un sottomarino a comando remoto (ROV) utilizzato specificamente per le operazioni di sminamento e bonifica. Combina le funzioni di rilevatore di mine, sonar a profondità variabile, e dispositivo per lo smaltimento delle mine.

## Sviluppo
Nel 1968 la Forza marittima di autodifesa giapponese iniziò a sviluppare un mezzo per lo sminamento chiamato Type 75 Mine Disposal Tool S-4, impiegandolo successivamente sui dragamine della classe Hatsushima. In seguito fu sviluppato l'S-7, dotato di sensori avanzati come un sonar a ultrasuoni per l'imaging subacqueo, e una telecamera per riprese con scarsa illuminazione. Furono anche acquisiti i veicoli sottomarini PAP-104 che avevano caratteristiche anche migliori, grazie a una eccellente manovrabilità. Tuttavia l'S-10 rappresentò un vero salto di qualità perché fu sviluppato anche per svolgere la funzione di eliminazione delle mine con l'uso di una carica esplosiva, e ciò rappresentò un notevole progresso.
Lo studio e il progetto dell'S-10 fu portato avanti dal TRDI (Technical Research and Development Institute), con lo sviluppo effettivo nel periodo 1998-2003, mentre la fabbricazione fu assegnata a Mitsubishi Heavy Industries.

## Caratteristiche tecniche
L'S-10 è lungo 3,4 metri e largo 1,8 metri, e ha un peso di 995 chilogrammi. Viene rilasciato in mare da un apposito sistema di sgancio e recupero, ed è fornito di un cavo di guida che viene srotolato dalla nave.

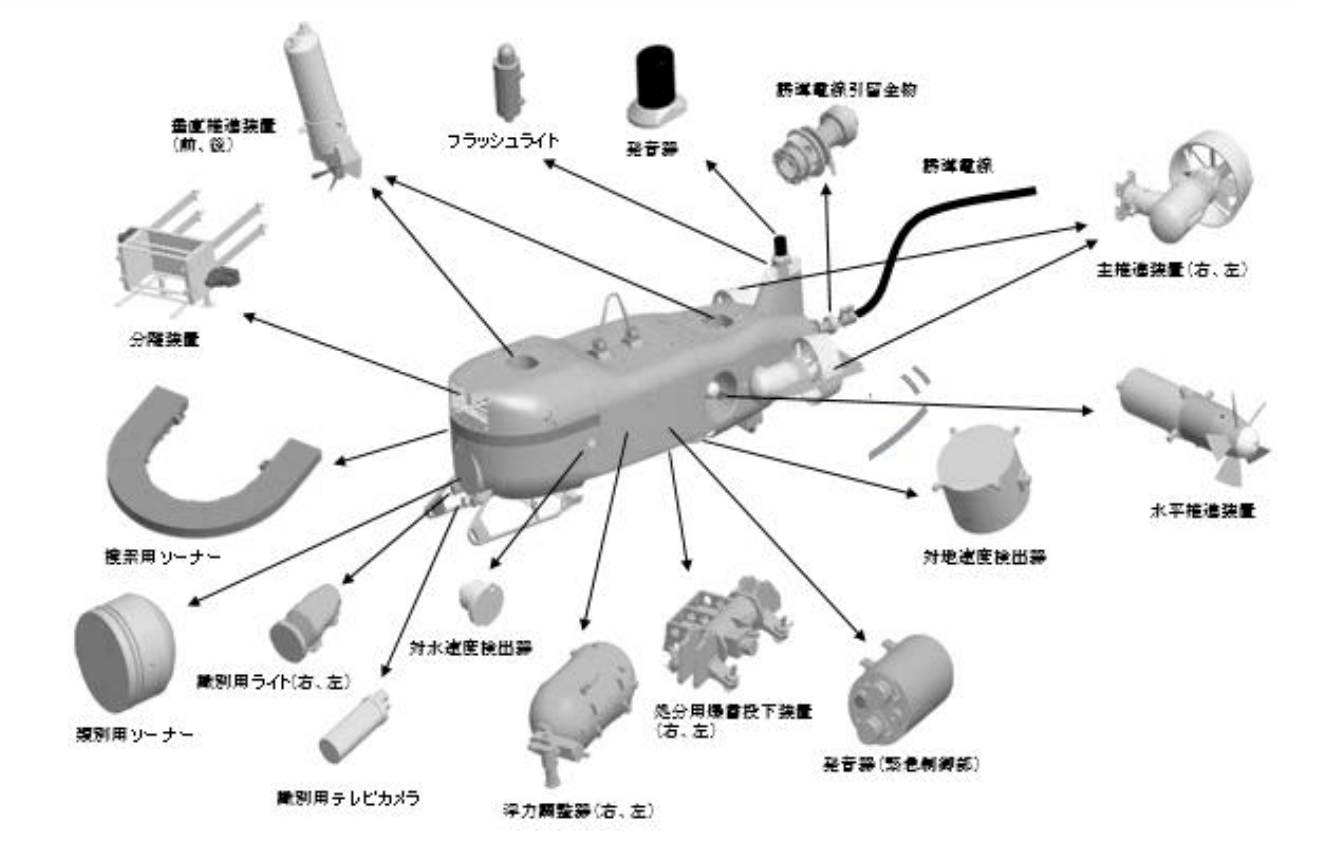
Le parti che compongono il sottomarino a comando remoto S-10.

L'equipaggiamento comprende un sonar per la ricerca, una telecamera per riprese con scarsa illuminazione, e un sonar per l'identificazione delle mine. Per la distruzione di questi ordigni è disponibile un dispositivo per tagliare l'ormeggio della mina, e una bomba di profondità che esplodendo la neutralizza disinnescandola con la deflagrazione. Il cavo che collega il sottomarino è composto dai cavi in fibra ottica utilizzati per le comunicazioni e il controllo del veicolo, e un filo elettrico per l'alimentazione che fornisce la potenza necessaria.

## Impiego operativo
Dopo i test tecnici sulla nave Kurihama (ASE-6101) dal 2001 al 2002, furono effettuate e completate le prove pratiche nel 2003, e nello stesso anno l'S-10 venne dichiarato in servizio operativo. Fu perciò adottato dai dragamin della classe Hirashima, e poi dalla classe Enoshima.